# Liste der Staatsoberhäupter 1933
Übersicht
◄◄ | ◄ | 1929 | 1930 | 1931 | 1932 | Liste der Staatsoberhäupter 1933 | 1934 | 1935 | 1936 | 1937 | ► | ►►

Weitere Ereignisse

## Afrika
- Ägypten (1914–1936 britisches Protektorat)
  - Staatsoberhaupt: König Fu'ād I. (1917–1936) (bis 1922 Sultan)
  - Regierungschef:
    - Ministerpräsident Ismail Sidqi Pascha (1930–22. September 1933, 1946)
    - Ministerpräsident Abdel Fattah Yahya Ibrahim Pascha (1923–1924, 22. September 1933–1934)

  - Britischer Hochkommissar: Percy Lyham Loraine (1929–16. Dezember 1933)

- Äthiopien
  - Staats- und Regierungschef: Kaiser Haile Selassie (1930–1974) (1916–1930 Regent, 1936–1941 im Exil)

- Liberia
  - Staats- und Regierungschef: Präsident Edwin Barclay (1930–1944)

- Südafrika
  - Staatsoberhaupt: König Georg V. (1910–1936)
    - Generalgouverneur: George Villiers, 6. Earl of Clarendon (1931–1937)

  - Regierungschef: Ministerpräsident J.B.M. Hertzog (1924–1939)

## Amerika

### Nordamerika
- Kanada
  - Staatsoberhaupt: König Georg V. (1910–1936)
    - Generalgouverneur: Vere Ponsonby, 9. Earl of Bessborough (1931–1935)

  - Regierungschef: Premierminister Richard Bedford Bennett (1930–1935)

- Mexiko
  - Staats- und Regierungschef: Präsident Abelardo L. Rodríguez (1932–1934)

- Neufundland
  - Staatsoberhaupt: König Georg V. (1910–1936)
    - Gouverneur: David Murray Anderson (1932–1935)

  - Regierungschef: Premierminister Frederick C. Alderdice (1928, 1932–1934)

- Vereinigte Staaten von Amerika
  - Staats- und Regierungschef:
    - Präsident Herbert Hoover (1929–4. März 1933)
    - Präsident Franklin D. Roosevelt (4. März 1933–1945)

### Mittelamerika
- Costa Rica
  - Staats- und Regierungschef: Präsident Ricardo Jiménez Oreamuno (1910–1914, 1924–1928, 1932–1936)

- Dominikanische Republik
  - Staats- und Regierungschef: Präsident Rafael Trujillo (1930–1938, 1942–1952)

- El Salvador
  - Staats- und Regierungschef: Präsident Maximiliano Hernández Martínez (1931–1934, 1935–1944)

- Guatemala
  - Staats- und Regierungschef: Präsident Jorge Ubico Castañeda (1931–1944)

- Haiti (1915–1934 von den USA besetzt)
  - Staats- und Regierungschef: Präsident Sténio Vincent (1930–1941)

- Honduras
  - Staats- und Regierungschef:
    - Präsident Vicente Mejía Colindres (1919, 1929–1. Februar 1933)
    - Präsident Tiburcio Carías Andino (1. Februar 1933–1949)

- Kuba
  - Staats- und Regierungschef:
    - Präsident Gerardo Machado (1925–24. August 1933)
    - Präsident Carlos Manuel de Céspedes y Quesada (13. August 1933–5. September 1933) (kommissarisch)
    - Kollegiale Präsidentschaft Ramón Grau San Martín, Guillermo Portela, José Miguel Irizarri, Sergio Carbó und Porfirio Franca (5. September 1933–10. September 1933)
    - Präsident Ramón Grau San Martín (10. September 1933–1934, 1944–1948)

- Nicaragua
  - Staats- und Regierungschef:
    - Präsident José María Moncada Tapia (1929–1. Januar 1933)
    - Präsident Juan Bautista Sacasa (1. Januar 1933–1936)

- Panama
  - Staats- und Regierungschef: Präsident Harmodio Arias Madrid (1932–1936)

### Südamerika
- Argentinien
  - Staats- und Regierungschef: Präsident Agustín Pedro Justo (1932–1938)

- Bolivien
  - Staats- und Regierungschef: Präsident Daniel Salamanca Urey (1931–1934)

- Brasilien
  - Staats- und Regierungschef: Präsident Getúlio Vargas (1930–1945, 1951–1954) (bis 1934 kommissarisch)

- Chile
  - Staats- und Regierungschef: Präsident Arturo Alessandri (1920–1924, 1925, 1932–1938)

- Ecuador
  - Staats- und Regierungschef:
    - Präsident Juan de Dios Martínez Mera (1932–20. Oktober 1933)
    - Präsident Abelardo Montalvo (20. Oktober 1933–1934) (kommissarisch)

- Kolumbien
  - Staats- und Regierungschef: Präsident Enrique Olaya Herrera (1930–1934)

- Paraguay
  - Staats- und Regierungschef: Präsident Eusebio Ayala (1923–1924, 1924–1928, 1932–1936)

- Peru
  - Staatsoberhaupt:
    - Präsident Luis Miguel Sánchez Cerro (1930–1931, 1931–30. April 1933)
    - Präsident Oscar R. Benavides (1914–1915, 30. April 1933–1939)

  - Regierungschef:
    - Premierminister José Matías Manzanilla Barrientos (1932–29. Juni 1933)
    - Premierminister Jorge Prado y Ugarteche (29. Juni 1933–24. November 1933)
    - Premierminister José de la Riva-Agüero y Osma (24. November 1933–1934)

- Uruguay
  - Staats- und Regierungschef: Präsident Gabriel Terra (1931–1938)

- Venezuela
  - Staats- und Regierungschef: Präsident Juan Vicente Gómez (1909–1910, 1910–1914, 1922–1929, 1931–1935)

## Asien

### Ost-, Süd- und Südostasien
- Bhutan
  - Herrscher: König Jigme Wangchuk (1926–1952)

- China
  - Staatsoberhaupt: Vorsitzender der Nationalregierung Lin Sen (1931–1943)
  - Regierungschef: Vorsitzender des Exekutiv-Yuans Wang Jingwei (1932–1935)

- Britisch-Indien
  - Kaiser: Georg V. (1910–1936)
  - Vizekönig: Freeman Freeman-Thomas (1931–1936)

- Japan
  - Staatsoberhaupt: Kaiser Hirohito (1926–1989)
  - Regierungschef: Premierminister Saitō Makoto (1932–1934)

- Mandschukuo (umstritten)
  - Staatsoberhaupt: Präsident Puyi (1932–1945)
  - Regierungschef: Ministerpräsident Zheng Xiaoxu (1932–1935)

- Nepal
  - Staatsoberhaupt: König Tribhuvan (1911–1955)
  - Regierungschef: Ministerpräsident Juddha Shamsher Jang Bahadur Rana (1932–1945)

- Siam (heute: Thailand)
  - Staatsoberhaupt: König Rama VII. (1925–1935)
  - Regierungschef:
    - Präsident des öffentlichen Komitees Phraya Manopakorn Nititada (1932–20. Juni 1933)
    - General Phraya Phahon Phonphayuhasena (21. Juni 1933–1938)

### Vorderasien
- Irak
  - Staatsoberhaupt:
    - König Faisal I. (1932–8. September 1933)
    - König Ghazi (8. September 1933–1939)

  - Regierungschef:
    - Ministerpräsident Naji Shawkat (1932–29. Oktober 1933)
    - Ministerpräsident Jamil al-Midfai (9. November 1933–1934)

- Jemen
  - Herrscher: König König Yahya bin Muhammad (1918–1948)

- Persien (heute: Iran)
  - Staatsoberhaupt: Schah Reza Schah Pahlavi (1925–1941)
  - Regierungschef:
    - Ministerpräsident Mehdi Qoli Khan Hedayat (Mokhber-ol Saltaneh) (1927–1933)
    - Ministerpräsident Mohammad Ali Foroughi (19. Dezember 1933–1935)

- Saudi-Arabien
  - Staatsoberhaupt und Regierungschef: König Abd al-Aziz ibn Saud (1932–1953)

- Transjordanien (heute: Jordanien)
  - Herrscher: Emir Abdallah ibn Husain I. (1921–1951)

### Zentralasien
- Afghanistan
  - Staatsoberhaupt:
    - König Mohammed Nadir Schah (1929–8. Januar 1933)
    - König Mohammed Sahir Schah (8. Januar 1933–1973)

  - Regierungschef: Ministerpräsident Sardar Mohammad Hashim Khan (1929–1946)

- Mongolei
  - Staatsoberhaupt: Vorsitzender des Großen Staats-Churals Anandyn Amar (1932–1936)
  - Regierungschef: Vorsitzender des Rats der Volkskommissare Peldschidiin Genden (1932–1936)

- Tibet (umstritten)
  - Herrscher: Dalai Lama Thubten Gyatso (1913–17. Dezember 1933)

## Australien und Ozeanien
- Australien
  - Staatsoberhaupt: König Georg V. (1910–1936)
  - Generalgouverneur: Isaac Isaacs (1931–1936)
  - Regierungschef: Premierminister Joseph Lyons (1932–1939)

- Neuseeland
  - Staatsoberhaupt: König Georg V. (1910–1936)
  - Generalgouverneur Charles Bathurst (1930–1935)
  - Regierungschef: Premierminister George Forbes (1930–1935)

## Europa
- Albanien
  - Staatsoberhaupt: König Ahmet Zogu (1925–1939, 1943–1946)
  - Regierungschef: Ministerpräsident Pandeli Evangjeli (1921, 1930–1935)

- Andorra
  - Co-Fürsten:
    - Staatspräsident von Frankreich: Albert Lebrun (1932–1940)
    - Bischof von Urgell: Justí Guitart i Vilardebò (1920–1940)

- Belgien
  - Staatsoberhaupt: König Albert I. (1909–1934)
  - Regierungschef: Ministerpräsident Charles Comte de Broqueville (1911–1918, 1932–1934)

- Bulgarien
  - Staatsoberhaupt: Zar Boris III. (1918–1943)
  - Regierungschef: Ministerpräsident Nikola Muschanow (1931–1934)

- Dänemark
  - Staatsoberhaupt: König Christian X. (1912–1947) (1918–1944 König von Island)
  - Regierungschef: Ministerpräsident Thorvald Stauning (1924–1926, 1929–1942)

- Deutsches Reich
  - Staatsoberhaupt: Reichspräsident Paul von Hindenburg (1925–1934)
  - Regierungschef:
    - Reichskanzler Kurt von Schleicher (1932–28. Januar 1933)
    - Reichskanzler Adolf Hitler (30. Januar 1933–1945)

- Estland
  - Staats- und Regierungschef:
    - Staatsältester Konstantin Päts (1921–1922, 1923–1924, 1931–1932, 1932–18. Mai 1933, 1933–1940) (1918–1919, 1934–1937 Ministerpräsident)
    - Staatsältester Jaan Tõnisson (1927–1928, 18. Mai 1933–21. Oktober 1933)
    - Staatsältester Konstantin Päts (1921–1922, 1923–1924, 1931–1932, 1932–1933, 21. Oktober 1933–1940) (1918–1919, 1934–1937 Ministerpräsident)

- Finnland
  - Staatsoberhaupt: Präsident Pehr Evind Svinhufvud (1931–1937) (1917–1918, 1930–1931 Ministerpräsident)
  - Regierungschef: Ministerpräsident Toivo Kivimäki (1932–1936)

- Frankreich
  - Staatsoberhaupt: Präsident Albert Lebrun (1932–1940)
  - Regierungschef:
    - Präsident des Ministerrats Joseph Paul-Boncour (1932–31. Januar 1933)
    - Präsident des Ministerrats Édouard Daladier (31. Januar 1933–26. Oktober 1933, 1934, 1938–1940)
    - Präsident des Ministerrats Albert Sarraut (26. Oktober 1933–26. November 1933,  1936)
    - Präsident des Ministerrats Camille Chautemps (1930, 26. November 1933–1934, 1937–1938)

- Griechenland
  - Staatsoberhaupt: Präsident Alexandros Zaimis (1929–1935) (1897–1899, 1901–1902, 1915, 1916, 1917, 1926–1928 Ministerpräsident)
  - Regierungschef:
    - Ministerpräsident Panagis Tsaldaris (1932–16. Januar 1933, 1933–1935)
    - Ministerpräsident Eleftherios Venizelos (1910–1915, 1915, 1916–1917, 1917–1920, 1924–1924, 1928–1932, 1932, 16. Januar 1933–3. März 1933)
    - Ministerpräsident Alexandros Othoneos (6. März 1933–10. März 1933)
    - Ministerpräsident Panagis Tsaldaris (1932–1933, 10. März 1933–1935)

- Irland
  - Staatsoberhaupt: König Georg V. (1922–1936)
    - Generalgouverneur Domhnall Ua Buachalla (1932–1936)

  - Regierungschef: Taoiseach Éamon de Valera (1932–1948, 1951–1954, 1957–1959) (1959–1973 Präsident)

- Italien
  - Staatsoberhaupt: König Viktor Emanuel III. (1900–1946)
  - Regierungschef: Duce Benito Mussolini (1922–1943)

- Jugoslawien
  - Staatsoberhaupt: König Alexander I. (1921–1934)
  - Regierungschef: Ministerpräsident Milan Srškić (1932–1934)

- Lettland
  - Staatsoberhaupt: Präsident Alberts Kviesis (1930–1936)
  - Regierungschef:
    - Ministerpräsident Marģers Skujenieks (1926–1928, 1931–23. März 1933)
    - Ministerpräsident Ādolfs Bļodnieks (23. März 1933–1934)

- Liechtenstein
  - Staatsoberhaupt: Fürst Franz I. (1929–1938)
  - Regierungschef Josef Hoop (1928–1945)

- Litauen
  - Staatsoberhaupt: Präsident Antanas Smetona (1918–1920, 1926–1940)
  - Regierungschef: Ministerpräsident Juozas Tūbelis (1929–1938)

- Luxemburg
  - Staatsoberhaupt: Großherzogin Charlotte (1919–1964) (1940–1945 im Exil)
  - Regierungschef: Staatsminister Joseph Bech (1926–1937, 1953–1958)

- Monaco
  - Staatsoberhaupt: Fürst Louis II. (1922–1949)
  - Regierungschef: Staatsminister Maurice Bouillaux-Lafont (1932–1937)

- Niederlande
  - Staatsoberhaupt: Königin Wilhelmina (1890–1948) (1940–1945 im Exil)
  - Regierungschef:
    - Ministerpräsident Charles Ruijs de Beerenbrouck (1918–1925, 1929–26. Mai 1933)
    - Ministerpräsident Hendrikus Colijn (1925–1926, 26. Mai 1933–1939)

- Norwegen
  - Staatsoberhaupt: König Haakon VII. (1906–1957) (1940–1945 im Exil)
  - Regierungschef:
    - Ministerpräsident Jens Hundseid (1932–3. März 1933)
    - Ministerpräsident Johan Ludwig Mowinckel (1924–1926, 1928–1931, 3. März 1933–1935)

- Österreich
  - Staatsoberhaupt: Bundespräsident Wilhelm Miklas (1928–1938)
  - Regierungschef: Bundeskanzler Engelbert Dollfuß (1932–1934)

- Polen
  - Staatsoberhaupt: Präsident Ignacy Mościcki (1926–1939)
  - Regierungschef:
    - Ministerpräsident Aleksander Prystor (1931–9. Mai 1933)
    - Ministerpräsident Janusz Jędrzejewicz (10. Mai 1933–1934)

- Portugal
  - Staatsoberhaupt: Präsident Óscar Carmona (1925–1951)
  - Regierungschef: Ministerpräsident António de Oliveira Salazar (1932–1968)

- Rumänien
  - Staatsoberhaupt: König Karl II. (1930–1940)
  - Regierungschef:
    - Ministerpräsident Iuliu Maniu (1932–14. Januar 1933)
    - Ministerpräsident Alexandru Vaida-Voevod (14. Januar–14. November 1933)
    - Ministerpräsident Ion Duca (14. November–29. Dezember 1933)
    - Ministerpräsident Constantin Angelescu (29. Dezember 1933–1934)

- San Marino
  - Capitani Reggenti:
    - Gino Gozi (1927, 1932–1. April 1933, 1936, 1941) und Ruggero Morri (1926–1927, 1932–1. April 1933, 1936)
    - Francesco Morri (1918–1919, 1924–1925, 1928–1929, 1. April 1933–1. Oktober 1933, 1936–1937) und Settimio Belluzzi (1. April 1933–1. Oktober 1933, 1937, 1942)
    - Carlo Balsimelli (1920–1921, 1. Oktober 1933–1934, 1938–1939, 1942–1943) und Melchiorre Filippi (1928–1929, 1. Oktober 1933–1934)

  - Regierungschef: Außenminister Giuliano Gozi (1918–1943)

- Schweden
  - Staatsoberhaupt: König Gustav V. (1907–1950)
  - Regierungschef: Ministerpräsident Per Albin Hansson (1932–1936)

- Schweiz[1]
  - Bundespräsident: Edmund Schulthess (1917, 1921, 1928, 1933)
  - Bundesrat:
    - Giuseppe Motta (1911–1940)
    - Edmund Schulthess (1912–1935)
    - Jean-Marie Musy (1920–1934)
    - Heinrich Häberlin (1920–1934)
    - Marcel Pilet-Golaz (1929–1944)
    - Albert Meyer (1930–1938)
    - Rudolf Minger  (1930–1940)

- Sowjetunion
  - Parteichef: Generalsekretär der KPdSU Josef Stalin (1922–1953)
  - Staatsoberhaupt: Vorsitzender des Präsidiums des obersten Sowjets Michail Iwanowitsch Kalinin (1922–1946)
  - Regierungschef:
    - Vorsitzender des Ministerrats Wjatscheslaw Michailowitsch Molotow (1930–6. Mai 1941)

- Spanien
  - Staatsoberhaupt: Präsident Niceto Alcalá-Zamora (1931–1936)
  - Regierungschef:
    - Regierungspräsident Manuel Azaña (1931–12. September 1933)
    - Regierungspräsident Alejandro Lerroux (12. September–8. Oktober 1933)
    - Regierungspräsident Diego Martínez Barrio (8. Oktober–16. Dezember 1933)
    - Regierungspräsident Alejandro Lerroux García (16. Dezember 1933–1934)

- Tschechoslowakei
  - Staatsoberhaupt: Präsident Tomáš Masaryk (1918–1935)
  - Regierungschef: Ministerpräsident Jan Malypetr (1932–1935)

- Türkei
  - Staatsoberhaupt: Präsident Mustafa Kemal (1923–1938)
  - Regierungschef: Ministerpräsident İsmet İnönü (1925–1937)

- Ungarn
  - Staatsoberhaupt: Reichsverweser Miklós Horthy (1920–1944)
  - Regierungschef: Ministerpräsident Gyula Gömbös (1932–1936)

- Vatikanstadt
  - Staatsoberhaupt: Papst Pius XI. (1929–1939)
  - Regierungschef: Kardinalstaatssekretär Eugenio Pacelli (1930–1939)

- Vereinigtes Königreich
  - Staatsoberhaupt: König Georg V. (1910–1936)
  - Regierungschef: Premierminister Ramsay MacDonald (1929–1935)